# Самуель фон Пуфендорф
Самуель (Самуїл) фон Пуфендорф (нім. Samuel von Pufendorf; барон (Freiherr); 8 січня 1632, Дорф-Хемніц (нім. Dorfchemnitz), Майссенське маркграфство (Верхня Саксонія) — 26 жовтня 1694, Берлін) — німецький юрист, політичний мислитель, державний діяч та історик; за декілька місяців до смерті удостоєний титулу барона (від шведського короля). Вважається засновником світської юридичної науки та доктрини природного права в Німеччині.

## Біографія та політико-правові погляди
Був сином лютеранського пастора. Після закінчення початкової школи вивчав теологію в Лейпцизькому університеті. Проте обмежені догматичні методи викладання викликали в хлопця відразу і він залишив університет, щоб зайнятися вивченням публічного права. Невдовзі він переїжджає до Єни та вступає до місцевого університету. Пуфендорф заводить близьке знайомство з професором математики Ерхардом Вейгелем (нім. Erhard Weigel). Математичні знання та філософія Декарта справили великий влив на становлення власного наукового методу С. Пуфендорфа.
Після закінчення університету (1657 р.) Пуфендорф став гувернером сина шведського посланника при данському королівському дворі Койєта. Під час дансько-шведських переговорів Пуфендорф разом з усією сім'єю Койєта потрапив в полон до данців. Вимушене байдикування у восьмимісячному полоні Пуфендорф використав для переосмислення поглядів Бодена, Гроція та Гоббса на природне право. Пуфендорф відтворив міркування цих юристів по пам'яті, не маючи при собі ніяких книг. На підставі відтвореного Пуфендорф підготував свою працю «Elementorum Jurisprudentiae Universalis Libri duo» («Основи універсальної юриспруденції» в двох книгах, Гаага, 1660). Курфюрст Пфальца, якому була присвячена книга, запросив вченого очолити кафедру природного та міжнародного права у Гейдельберзькому університеті.
1670 р. Пуфендорф отримав запрошення від шведського монарха Карла XI викладати право в Лундському університеті. Вчений залишався професором у цьому університеті до взяття міста данцями (1679 р.).
Згодом займав посади придворного історіографа в Стокгольмі (1679–1688 рр.) та Берліні (1688–1694).
Пуфендорф виводить природне право з інстинкту самозбереження, залежності від інших, а також із здатності та зі схильності заподіювати шкоду іншим. Це примушує людей створювати суспільство, яке захищає і підтримує інтереси всіх. Він трактує природне право як сукупність моральних норм, правил, функцією яких є упорядкування людського співжиття, гуртожитку. Це — універсальна соціальна етика, норми якої регулюють поведінку всіх людей.
Розглядаючи державу та її роль у суспільстві, Пуфендорф писав, що держава — це єдина надійна установа, здатна гарантувати безпеку людей. Він дає таке визначення: «Держава є складною моральною особистістю, воля якої сприймається, як воля всіх; утворюється ця воля єднанням багатьох воль шляхом договору, щоб використовувати сили і здібності кожного для загального миру і безпеки». Призначення держави, за Пуфендорфом, полягає у тому, щоб бути надійним гарантом порядку в людському суспільстві, гарантом спокою серед людей, вона повинна також захищати зовнішню безпеку країни. Крім того, держава не дозволяє церкві втручатися у практичне світське життя, оскільки сферою діяльності духовенства є виключно внутрішні переконання та совість людини.
Свої завдання держава вирішує за допомогою законів, які вона видає. Закон він розуміє, як наказ законодавця, волі якого належить підпорядковуватися, незалежно від згоди чи незгоди з цією волею. Закон встановлює межі природної свободи людини.
Концепція праворозуміння у Пуфендорфа вибудувана на його ж «теорії обов´язків». Обов´язки, за його вченням, мають три джерела: із світла розуму випливають найзагальніші обов´язки, «дотримання яких робить можливим існування людської спільноти»; з постанов законодавчої влади — «обов´язки, які повинна виконувати людина як член певного народу і держави»; з одкровення божественної сутності — обов´язки людини як християнина. З цих джерел, відповідно, виникають три науки: природне право, яке є загальним для всіх народів; позитивне право окремих держав, «строкатість якого дорівнює кількості держав»; божественний моральний закон. Стрижень природного права — «робити те, що розум, здоровий глузд визнають необхідним для людської спільноти»; основний принцип позитивного права — «спиратись на те, що визначено законодавцем»; божественного закону — «дотримання повелінь Бога у Святому письмі, насамперед десятьох заповідей, які є об´єднувальною ланкою між Богом і людиною» . Право у Пуфендорфа обумовлюється потребою у блаженстві, прагненні до самозбереження і ґрунтується на конфлікті між людиною та державою. Межа між абсолютною владою держави і правом особи у мислителя відносна.
Природне і позитивне право для Пуфендорфа — це субстанції, які мають мало спільного. Природне право є втіленням справедливості, передумовою «позитивної» юриспруденції, яка йому не може суперечити. Позитивний закон має цілком відповідати змісту і вимогам природного права. Об´єктивно, за вченням Пуфендорфа, не суперечать між собою природне право і божественний закон, оскільки він ґрунтується на неосяжному для нашого розуму одкровенні, а тому не переплітається з природним правом, дія якого визначається тим, що людський розум осягає. Божественне моральне право відрізняється від природного ще тим, що теологія виховує Словом Божим людину-християнина, її дух, який керується вірою, що на тому світі «хорошим буде добре, а поганим — погано». Природне ж право обмежується реальним існуванням людини, регулює тільки зовнішні її дії, виключає зі своєї сфери догми. Саме воно і є мірилом, критерієм для людського правосуддя, «компетенція якого не виходить за межі земного життя». Позитивний закон повинен підпорядковуватися, відповідати не тільки природному, а й божественному моральному праву.
Перші переклади праць Пуфендорфа російською мовою зробив випускник Києво-Могилянської академії Гавриїл (Гаврило) Бужинський (бл.1680—1731) — єпископ Рязанський і Муромський. Одна з найвідоміших праць Пуфендорфа «De officio hominis et civis juxta legem naturalem»("Про обов"язки людини й громадянина згідно з природним законом" — Лунд, 1673) тривалий час була базовим підручником в системі університетської юридичної освіти в Росії — аж до 20-х рр. ХІХ ст.(зокрема в Петербурзькому університеті).
Наукові погляди Пуфендорфа досліджувалися Феофаном Прокоповичем , С. Ю. Десницьким, О. П. Куніциним, П. Д. Лодієм, К. О. Неволіним, М. М. Коркуновим, Є. В. Спекторським, Б. М. Чичеріним, Йозефом Шумпетером та іншими вченими. Українські правознавці неодноразово зверталися до ідей Пуфендорфа упродовж XIX–XX ст. (Василь Орелецький та ін.).

## Найвідоміші праці Пуфендорфа
- «Основи універсальної юриспруденції» (кн. 1—2, 1660);
- «Про державний лад Німецької імперії» (1667);
- «Про право природне і право народів» (кн. 1—8, 1672);
- «Про обов'язки людини і громадянина згідно з природним правом» (1673);
- «Вибрані наукові статті» (1675);
- «Дискусія про брехню» (1678);
- «Вступ до історії великих народів та європейських держав» (1682–1685);
- «Історія Георгія Кастріоти» (1684);
- «Скандинавська полеміка» (1686);
- «Буття християнської релігії» (1687).